# 蘇珊娜·布魯克希爾
蘇珊娜·布魯克希爾（英語：Suzannah Brookshire，1998年3月17日—）是一名出生於美國加利福尼亞州的壘球選手，司職外野手。她曾隨隊參加2017年泛美女子壘球錦標賽，結果獲得銀牌。